# Staircase-Gletscher
Der Staircase-Gletscher ist ein 13 km Gletscher im ostantarktischen Viktorialand. In den Admiralitätsbergen fließt er in südwestlicher Richtung zwischen Mount Francis und Mount Titus zum Tucker-Gletscher.
Wissenschaftler einer von 1957 bis 1958 dauernden Kampagne der New Zealand Geological Survey Antarctic Expedition benannten ihn nach der nahegelegenen und von ihnen für Vermessungsarbeiten errichteten Staircase-Station. Letztere verdankt ihren Namen einem ins Eis geschlagenen Treppenaufgang (englisch staircase).